# Resolució 650 del Consell de Seguretat de les Nacions Unides
La Resolució 650 del Consell de Seguretat de les Nacions Unides, adoptada per unanimitat el 27 de març de 1990 després de recordar les resolucions 637 (1989) i 644 (1989), el Consell va aprovar l'informe del Secretari General de les Nacions Unides i va decidir autoritzar una ampliació del Grup d'Observadors de les Nacions Unides a Centreamèrica (ONUCA) per desmobilitzar els contras a Nicaragua.
La mida de l'ONUCA es va incrementar amb un personal de més de 800, incloent-hi un batalló de combat i seguretat per supervisar l'eliminació d'armes a Hondures. També va permetre l'addició de personal armat als seus números i va demanar al Secretari General que informés al Consell sobre l'aplicació de la resolució.